# Epsilon Minus
Epsilon Minus — музыкальный проект из Торонто, Канада, созданный Богардом Швадчаком и Дженнифер Паркин. Он был образован в 2000 году.

## История
В 2002 году группа дебютировала с одноимённым альбомом Epsilon Minus. После издания двух студийных альбомов Дженнифер Паркин ушла из группы, чтобы работать одной, основав проект Ayria. Богарт продолжил работать в других проектах, так что группа более не существует. Хотя песни Epsilon Minus появились в бонусном диске третьего альбома группы Ayria в 2008 году: Hearts For Bullets.

## Дискография

### Альбомы
- Epsilon Minus (Alfa Matrix, 2002)
- Mark II (Alfa Matrix, 2003)
- Reinitialized (Alfa Matrix, 2004)

### EP
- Pre-Initialized (Alfa Matrix, 2004)

### Сборники
- Love And Death — Trisol Bible Chapter 1 (3xCD), Freedom [Trisol], Music Group GmbH, 2001
- :Per:Version: Vol. 5 (CD), Faceless Whispers (Rem…, :Ritual:, 2002
- Cryonica Tanz V.2 (2xCD), Antigravity (Implant Mix), Cryonica Music, 2002
- Cyberl@b V3.0 (2xCD, Comp), Freedom (Restriction M…, Alfa Matrix, 2002
- Elektrauma Vol. 6 (2xCD), Power Down, Triton, 2002
- Square Matrix 001 (CD, Ltd + CDr), Through (All Your Synt…, Alfa Matrix, 2002
- Venusa.XX — An Electronica Collection Of Femina Vox Part II (2xCD), Ocean Floor, Alfa Matrix, 2002
- Zillo Club Hits 7 (CD), Freedom (Restriction M…, Zillo, 2002
- Cyberl@b V.4.0 (2xCD, Comp), Future Pop Muzik, Alfa Matrix, 2003
- Diva X Machina 4 (CD, Comp), Power Down, COP International, 2003
- Sonic Seducer Cold Hands Seduction Vol. 26 (2xCD, Smplr), Ocean Floor, Sonic Seducer, 2003
- State Of Synthpop 2003 (5xCD), 80’s Boy, A Different Drum, 2003
- Tonedeaf Records Presents: Vinyl Conflict No. 1 (CD), Through, ToneDeaf Records, 2003
- Re:Connected [1.0] (2xCD, Ltd), Forever More (EM Acid …, Alfa Matrix, 2004
- Sounds From The Matrix 001 (CD, Ltd), Forever More (EM Acid …, Alfa Matrix, 2004
- The Dark Entries…Into The Matrix (CDr), Burden Dark Entries Magazine, Alfa Matrix, 2004
- State Of Synthpop 2005 (6xCD), Forever More, A Different Drum 2005
- Hearts For Bullets (CD, Album + CD, Album, Enh, Ltd + Box), Just Another Long Shot…, Alfa Matrix, 2008